# Raima (muhafaza)
Raima (arap. ريمة) je jedna od 20 jemenskih muhafaza. Pokrajina se prostire u unutrašnjosti na zapadu Jemena. Ovo je novija muhafaza, osnovana je u siječnju 2004. godine, odvajanjem od muhafaze Sane.
Pokrajina Raima ima površinu od 2442 km² i 241.690 stanovnika, a gustoća naseljenosti iznosi 99 st./km².